# لیگ برتر فوتبال ایران ۸۱–۱۳۸۰
لیگ برتر فوتبال ایران ۸۱–۱۳۸۰ نخستین دوره جام خلیج فارس و بیستمین دوره لیگ فوتبال ایران که توسط فدراسیون فوتبال ایران برگزار شد.
تیم پرسپولیس  تهران برای هشتمین بار قهرمان این دوره از رقابت‌ها شد و به مسابقات لیگ قهرمانان آسیا ۰۳–۲۰۰۲ راه پیدا کرد.

## تیم‌ها بر پایه استان
| استان          | تعداد تیم‌ها | تیم‌ها                                          |
| -------------- | ----------- | ---------------------------------------------- |
| تهران          | ۵           | استقلال ، پرسپولیس ، پاس تهران ، پیکان ، سایپا |
| اصفهان         | ۲           | سپاهان ، ذوب آهن                               |
| فارس           | ۲           | فجر سپاسی ، برق شیراز                          |
| گیلان          | ۲           | ملوان ، استقلال رشت                            |
| خراسان رضوی    | ۱           | ابومسلم                                        |
| خوزستان        | ۱           | فولاد                                          |
| آذربایجان شرقی | ۱           | تراکتورسازی                                    |

## جدول لیگ
| رتبه | تیم         | بازی | برد | مساوی | باخت | گل زده | گل خورده | گل تفاضل | امتیاز | صعود یا سقوط                           |
| ---- | ----------- | ---- | --- | ----- | ---- | ------ | -------- | -------- | ------ | -------------------------------------- |
| ۱    | پرسپولیس    | ۲۶   | ۱۳  | ۱۰    | ۳    | ۳۶     | ۲۳       | ۱۳+      | ۴۹     | صعود به مرحله گروهی لیگ قهرمانان آسیا  |
| ۲    | استقلال     | ۲۶   | ۱۳  | ۹     | ۴    | ۳۸     | ۲۱       | ۱۷+      | ۴۸     | صعود به مرحله گروهی لیگ قهرمانان آسیا۱ |
| ۳    | فولاد       | ۲۶   | ۱۲  | ۹     | ۵    | ۳۲     | ۲۳       | ۹+       | ۴۵     |                                        |
| ۴    | پاس         | ۲۶   | ۱۰  | ۱۳    | ۳    | ۳۹     | ۲۴       | ۱۵+      | ۴۳     |                                        |
| ۵    | ابومسلم     | ۲۶   | ۱۱  | ۷     | ۸    | ۴۰     | ۳۱       | ۹+       | ۴۰     |                                        |
| ۶    | ذوب‌آهن      | ۲۶   | ۱۰  | ۹     | ۷    | ۳۵     | ۳۰       | ۵+       | ۳۹     |                                        |
| ۷    | پیکان       | ۲۶   | ۱۱  | ۵     | ۱۰   | ۲۸     | ۲۲       | ۶+       | ۳۸     |                                        |
| ۸    | برق شیراز   | ۲۶   | ۹   | ۱۰    | ۷    | ۲۸     | ۲۵       | ۳+       | ۳۷     |                                        |
| ۹    | سپاهان      | ۲۶   | ۷   | ۱۱    | ۸    | ۲۲     | ۲۲       | ۰        | ۳۲     |                                        |
| ۱۰   | فجر سپاسی   | ۲۶   | ۶   | ۹     | ۱۱   | ۱۵     | ۲۰       | ۵−       | ۲۷     |                                        |
| ۱۱   | سایپا       | ۲۶   | ۶   | ۹     | ۱۱   | ۲۴     | ۳۰       | ۶−       | ۲۷     |                                        |
| ۱۲   | ملوان       | ۲۶   | ۶   | ۹     | ۱۱   | ۲۰     | ۳۶       | ۱۶−      | ۲۷     |                                        |
| ۱۳   | استقلال رشت | ۲۶   | ۳   | ۷     | ۱۶   | ۱۸     | ۴۴       | ۲۶−      | ۱۶     | سقوط به لیگ آزادگان ۸۲–۱۳۸۱            |
| ۱۴   | تراکتورسازی | ۲۶   | ۲   | ۹     | ۱۵   | ۱۲     | ۳۶       | ۲۴−      | ۱۵     | سقوط به لیگ آزادگان ۸۲–۱۳۸۱            |

| قهرمان لیگ برتر ایران ۸۱-۱۳۸۰ |
| ----------------------------- |
| پرسپولیس                      |
| نخستین قهرمانی                |

## گلزنان برتر
| رتبه | نام               | تیم           | گل |
| ---- | ----------------- | ------------- | -- |
| ۱    | غلامرضا عنایتی    | ابومسلم       | ۱۷ |
| ۲    | علی‌اصغر مدیرروستا | پیکان         | ۱۱ |
| ۳    | سهراب انتظاری     | پرسپولیس      | ۹  |
| ۴    | بهنام سراج        | فولاد         | ۹  |
| ۵    | خداداد عزیزی      | پاس           | ۸  |
| ۶    | سیروس دین‌محمدی    | استقلال تهران | ۷  |
| ۷    | رسول خطیبی        | پاس           | ۸  |
| ۸    | رضا استواری       | پیکان         | ۸  |
| ۹    | محمد منصوری       | برق شیراز     | ۸  |
| ۱۰   | فراز فاطمی        | استقلال تهران | ۷  |
| ۱۱   | رضا صاحبی         | ذوب‌آهن        | ۷  |
| ۱۲   | جواد کاظمیان      | سایپا         | ۷  |
| ۱۳   | یحیی گل‌محمدی      | فولاد         | ۶  |
| ۱۴   | ادموند بزیک       | سپاهان        | ۶  |
| ۱۵   | ایمان رزاقی‌راد    | ابومسلم       | ۶  |

## نتایج
| ميزبان / ميهمان۱ | ابو | برق | استقلال | استقلال رشت | فول | ملو | پاس | پیک | الگو:Fb team پیروزی | سای | سپا | فجر | ترا | ذوب |
| ابومسلم          |     | ۱–۰ | ۱–۱     | ۹–۲         | ۲–۰ | ۱–۰ | ۱–۱ | ۳–۱ | ۱–۱                 | ۳–۰ | ۴–۳ | ۱–۰ | ۲–۱ | ۰–۱ |
| برق شیراز        | ۲–۲ |     | ۱–۱     | ۲–۰         | ۱–۱ | ۲–۰ | ۳–۰ | ۰–۰ | ۰–۰                 | ۲–۱ | ۰–۰ | ۰–۱ | ۱–۰ | ۱–۳ |
| استقلال          | ۲–۱ | ۱–۰ |         | ۳–۲         | ۰–۰ | ۴–۰ | ۱–۳ | ۱–۰ | ۱–۱                 | ۲–۲ | ۳–۰ | ۱–۱ | ۴–۰ | ۲–۲ |
| استقلال رشت      | ۲–۰ | ۱–۲ | ۰–۱     |             | ۰–۱ | ۱–۲ | ۱–۱ | ۱–۰ | ۱–۳                 | ۰–۰ | ۱–۱ | ۰–۰ | ۲–۰ | ۱–۱ |
| فولاد            | ۱–۰ | ۳–۲ | ۱–۲     | ۲–۱         |     | ۱–۰ | ۱–۲ | ۱–۰ | ۱–۲                 | ۱–۰ | ۱–۱ | ۱–۰ | ۲–۰ | ۰–۰ |
| ملوان            | ۱–۱ | ۱–۱ | ۱–۰     | ۱–۱         | ۰–۱ |     | ۰–۰ | ۰–۱ | ۱–۱                 | ۱–۱ | ۰–۰ | ۱–۰ | ۳–۰ | ۱–۳ |
| پاس همدان        | ۱–۱ | ۱–۱ | ۲–۱     | ۲–۰         | ۳–۳ | ۵–۰ |     | ۴–۱ | ۰–۰                 | ۴–۳ | ۰–۰ | ۱–۲ | ۰–۰ | ۱–۱ |
| پیکان            | ۰–۰ | ۳–۰ | ۱–۳     | ۴–۰         | ۱–۲ | ۳–۰ | ۰–۰ |     | ۱–۲                 | ۱–۰ | ۰–۰ | ۲–۱ | ۰–۰ | ۳–۱ |
| پرسپولیس         | ۳–۲ | ۰–۱ | ۰–۰     | ۲–۱         | ۱–۱ | ۲–۱ | ۱–۳ | ۱–۰ |                     | ۱–۱ | ۳–۲ | ۱–۰ | ۲–۱ | ۳–۰ |
| سایپا            | ۰–۱ | ۲–۳ | ۰–۱     | ۲–۰         | ۱–۰ | ۱–۱ | ۰–۱ | ۰–۱ | ۲–۴                 |     | ۲–۱ | ۱–۰ | ۲–۰ | ۲–۱ |
| سپاهان           | ۱–۰ | ۳–۰ | ۰–۱     | ۱–۰         | ۲–۲ | ۰–۱ | ۱–۳ | ۱–۰ | ۰–۰                 | ۰–۰ |     | ۰–۰ | ۰–۱ | ۲–۰ |
| فجر سپاسی        | ۲–۰ | ۰–۰ | ۰–۰     | ۳–۰         | ۱–۱ | ۰–۱ | ۱–۰ | ۰–۲ | ۱–۰                 | ۱–۱ | ۰–۱ |     | ۱–۱ | ۰–۲ |
| تراکتور          | ۴–۱ | ۰–۳ | ۰–۱     | ۰–۰         | ۰–۳ | ۲–۲ | ۱–۱ | ۱–۲ | ۰–۱                 | ۰–۰ | ۰–۰ | ۰–۰ |     | ۰–۲ |
| ذوب‌آهن           | ۱–۲ | ۰–۰ | ۲–۱     | ۱–۰         | ۱–۱ | ۴–۱ | ۰–۰ | ۰–۱ | ۱–۱                 | ۰–۰ | ۰–۲ | ۲–۰ | ۱–۰ |     |

منبع: http://www.iplstats.com/
۱تیمهای میزبان در جدول عمودی و میهمان در جدول افقی.
رنگ ها: آبی = برد در خانه خود; زرد = مساوی; قرمز = باخت در خانه خود.

## داوران
| #  | داوران                   | تعداد قضاوت در این فصل |
| -- | ------------------------ | ---------------------- |
| ۱  | جلال مرادی               | ۱۲                     |
| ۲  | مسعود مرادی              | ۱۲                     |
| ۳  | علی خسروی                | ۱۱                     |
| ۴  | فریدون اصفهانیان         | ۱۱                     |
| ۵  | حسین یدی                 | ۸                      |
| ۶  | سیامک بخشی               | ۸                      |
| ۷  | رحیم رحیمی‌مقدم           | ۸                      |
| ۸  | فرج‌اله یثربی             | ۸                      |
| ۹  | خداداد افشاریان          | ۸                      |
| ۱۰ | محسن ترکی                | ۷                      |
| ۱۱ | حسین عرب‌براقی            | ۷                      |
| ۱۲ | سعید بطحایی              | ۷                      |
| ۱۳ | محسن قهرمانی             | ۶                      |
| ۱۴ | غلامعلی همیراد           | ۶                      |
| ۱۵ | هدایت ممبینی             | ۶                      |
| ۱۶ | سعادت باغبان             | ۴                      |
| ۱۷ | مهدی هنروری              | ۴                      |
| ۱۸ | بهرام مهرپیما            | ۱                      |
| ۱۹ | پائولو مانوئل گومز کاستا | ۱                      |
| ۲۰ | پاسکواله رودومونتی       | ۱                      |